# Vết (đại số tuyến tính)
Trong đại số tuyến tính, vết (tiếng Anh: trace) của một ma trận vuông A bậc nxn được xác định bằng tổng các phần tử trên đường chéo chính (đường nối từ góc trên bên trái xuống góc dưới bên phải) của A .
{\displaystyle \mathrm {tr} (A)=a_{11}+a_{22}+\dots +a_{nn}=\sum _{i=1}^{n}a_{ii}\,}
với aii là ký hiệu phần tử ở hàng thứ i và cột thứ i của A. Tương đương với vết của ma trận là tổng của các trị riêng của nó, và nó bất biến khi thay đổi cơ sở. Sự đặc trưng hóa này có thể sử dụng để xác định vết cho các toán tử tuyến tính trong trường hợp tổng quát. Chú ý rằng, vết chỉ được định nghĩa cho một ma trận vuông.
Xét về ý nghĩa hình học, vết ma trận có thể được giải thích như là một sự thay đổi nhỏ của thể tích (như đạo hàm của định thức), và được miêu tả chính xác bằng công thức Jacobi..
Ký hiệu của nó thường là Sp hoặc Tr.

## Ví dụ
Gọi T là một toán tử tuyến tính biểu diễn bằng ma trận
{\displaystyle {\begin{bmatrix}-2&2&-3\\-1&1&3\\2&0&-1\end{bmatrix}}.}
Thì tr(T) = −2 + 1 − 1 = −2. 

## Tính chất

### Liên hệ với các giá trị riêng
Vết của ma trận A bằng tổng các giá trị riêng của nó . 
{\displaystyle tr(A)=\sum _{i=1}^{n}\lambda _{i}},
trong đó {\displaystyle \lambda _{i}} là giá trị riêng của A.

### Tuyến tính
Cho A,B là các ma trận vuông cùng cấp và c là hằng số, khi đó:
{\displaystyle tr(A+B)=tr(A)+tr(B)},
{\displaystyle tr(c\cdot A)=c\cdot tr(A)}.

### Giao hoán
Cho A là ma trận m hàng n cột, còn B là ma trận n hàng và m cột, thì :
{\displaystyle tr(AB)=tr(BA)}.  dù {\displaystyle AB\neq BA}

### Vết của ma trận liên hợp
Cho A là ma trận vuông cấp n bất kì,
Cho P là ma trận vuông cấp n và khả nghịch.
Liên hợp của A theo P là {\displaystyle PAP^{-1}}, khi đó ta có:
{\displaystyle tr(A)=tr(PAP^{-1})},
có nghĩa là khi ta lấy liên hợp của ma trận thì vết của nó không thay đổi.

##### Vết của ma trận chuyển vị
Cho A là ma trận vuông cấp n bất kì, {\displaystyle A^{T}} là ma trận chuyển vị của nó. Ta có:
{\displaystyle tr(A)=tr(A^{T})}.

### Vết của tích ma trận đối xứng và ma trận phản đối xứng
Vết của tích ma trận đối xứng và ma trận phản đối xứng bằng 0. Có nghĩa là:
Nếu A là ma trận đối xứng và B là ma trận phản đối xứng, thì:
{\displaystyle tr(AB)=0}.

### Vết của ma trận lũy đẳng
Vết của ma trận lũy đẳng A (ma trận A sao cho A2 = A) bằng hạng của A.

### Vết của ma trận lũy linh
Vết của ma trận lũy linh A bằng 0.